# Електростал
Електроста́л (на руски: Электросталь) е град на областно подчинение в Московска област, Русия.

## География
Отстои на 38 километра източно от столицата Москва и южно от гр. Ногинск. Населението на града е 157 409 души (1 януари 2014).

## История
Счита се, че градът е основан през 1916 г., когато започва строителството (с помощта на 6 хил. мобилизирани селяни) на 2 завода – електрометалургичен и оръжеен, и възниква село Затише (Затишье). Свързан е с железопътна линия и се открива гара Затише (1925). Получава статут на град през 1938 г.

## Други
Сред основните предприятия в града са Металургичен завод „Електростал“, машиностроителен завод, завод за тежко машиностроене, химико-механичен завод „Н. Д. Зелински“, домостроителен комбинат и др.
Висше образование в Електростал се предлага от Новия хуманитарен институт, 2 института-филиала и 6 филиала на висши училища.
В града действат историко-художествен музей, изложбена зала, 6 културни центъра, 3 кинотеатъра.
- Храм „Андрей Рубльов“
- Дом на културата „К. Маркс“
- Леденият дворец на спорта